# Шпанов Микола Миколайович
Микола Миколайович Шпанов (рос. Никола́й Никола́евич Шпа́нов; 22 червня 1896, Нікольськ-Уссурійськ, Російська імперія — 2 жовтня 1961) — російський письменник, сценарист.
Народився на Далекому Сході в родині залізничника. Закінчив два курси Політехнічного інституту й Вищу повітроплавальну школу у Петрограді. Друкувався з 1926 р.
Автор романів:
- «Підпалювачі»,
- «Війна невидимок»
- «Перший удар» та ін.

сценаріїв фільмів:
- «Глибокий рейд» (1937, у співавт.),
- «Генерал і маргаритки» (1963, у співавт.).

На Одеській кіностудії за його сценарієм знято кінокартину «Морський яструб» (1941, у співавт. з А. Михайловським).
Був членом Спілки письменників Росії.